# Sensō-ji
Sensō-ji (金龍山浅草寺 Kinryū-zan Sensō-ji) es un templo budista localizado en Asakusa, Tokio, Japón. Es el templo más antiguo de Tokio y uno de los más importantes. Está asociado a la secta budista Tendai, de la que se independizó después de la Segunda Guerra Mundial. Junto al templo se encuentra el santuario sintoísta de Asakusa.
El templo está dedicado al bodisatva Kannon (Avalokitesvara). Según la leyenda, la estatua del Kannon fue encontrada en el río Sumida por dos pescadores (los hermanos Hinokuma Hamanari y Hinokuma Takenari) en el año 628. El jefe de la aldea, Hajino Nakamoto, reconoció la santidad de la estatua y la comenzó a venerar, llegando a remodelar su propia casa transformándola en un pequeño templo para que los habitantes de Asakusa le pudiesen rendir culto.
En el año 645 fue fundado el primer templo para su veneración, lo cual hace que este sea el más antiguo de Tokio. En los principios del shogunato Tokugawa, Tokugawa Ieyasu designó a Senso-ji como un templo tutelar para el clan Tokugawa. 
Durante la Segunda Guerra Mundial el templo fue bombardeado y destruido, su reconstrucción fue símbolo de la paz y renacimiento del pueblo Japonés.

## Galería

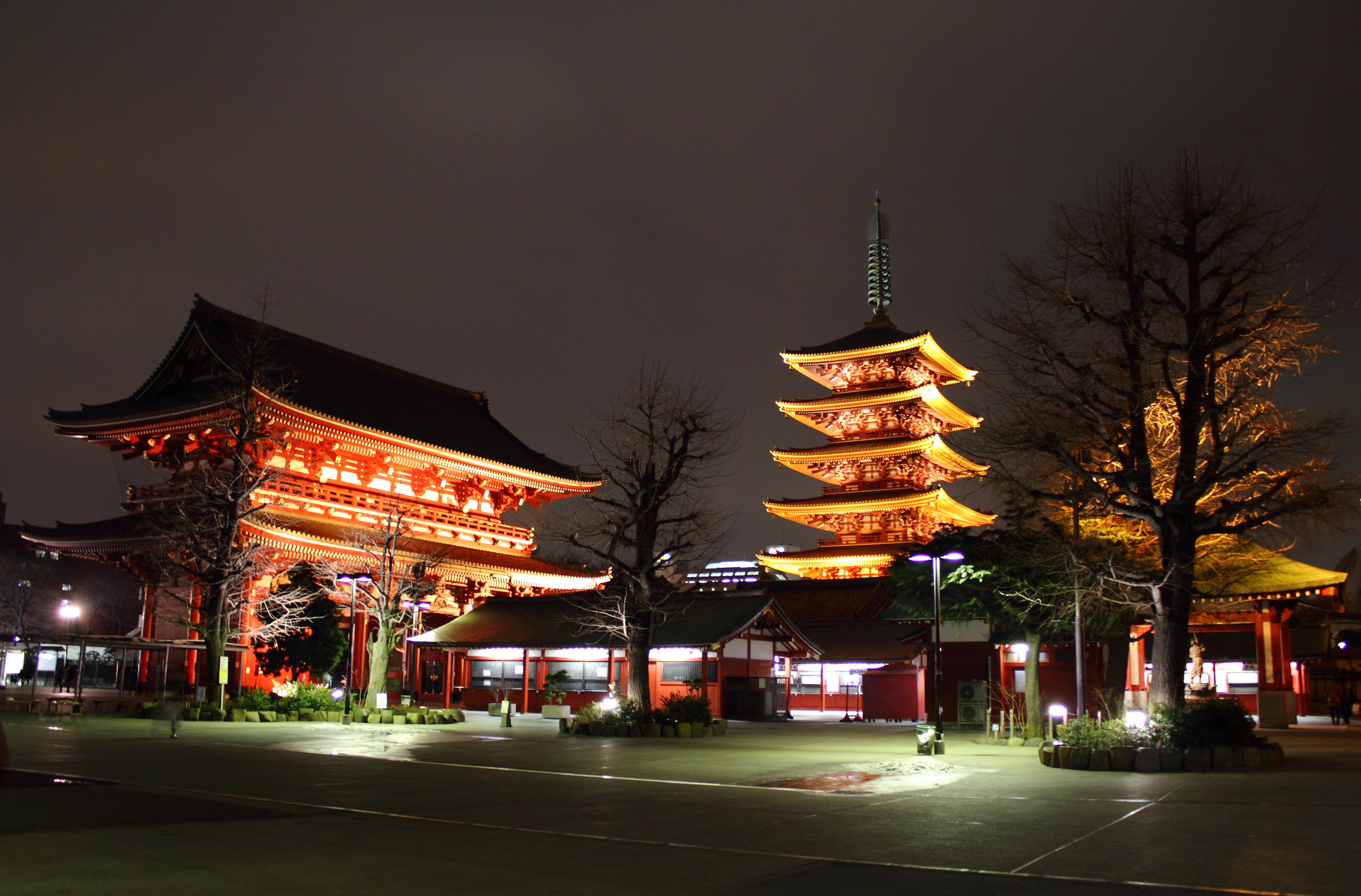
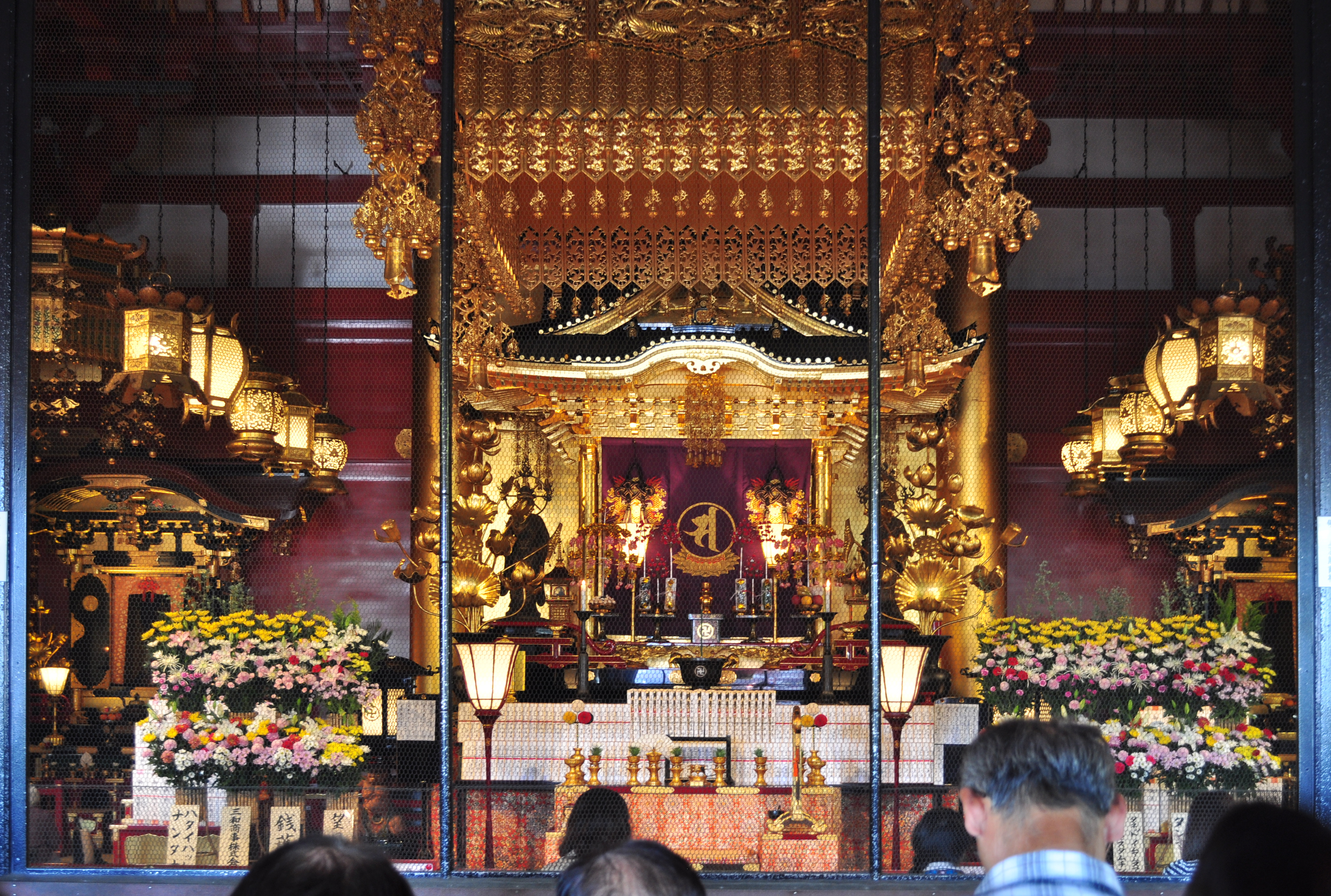
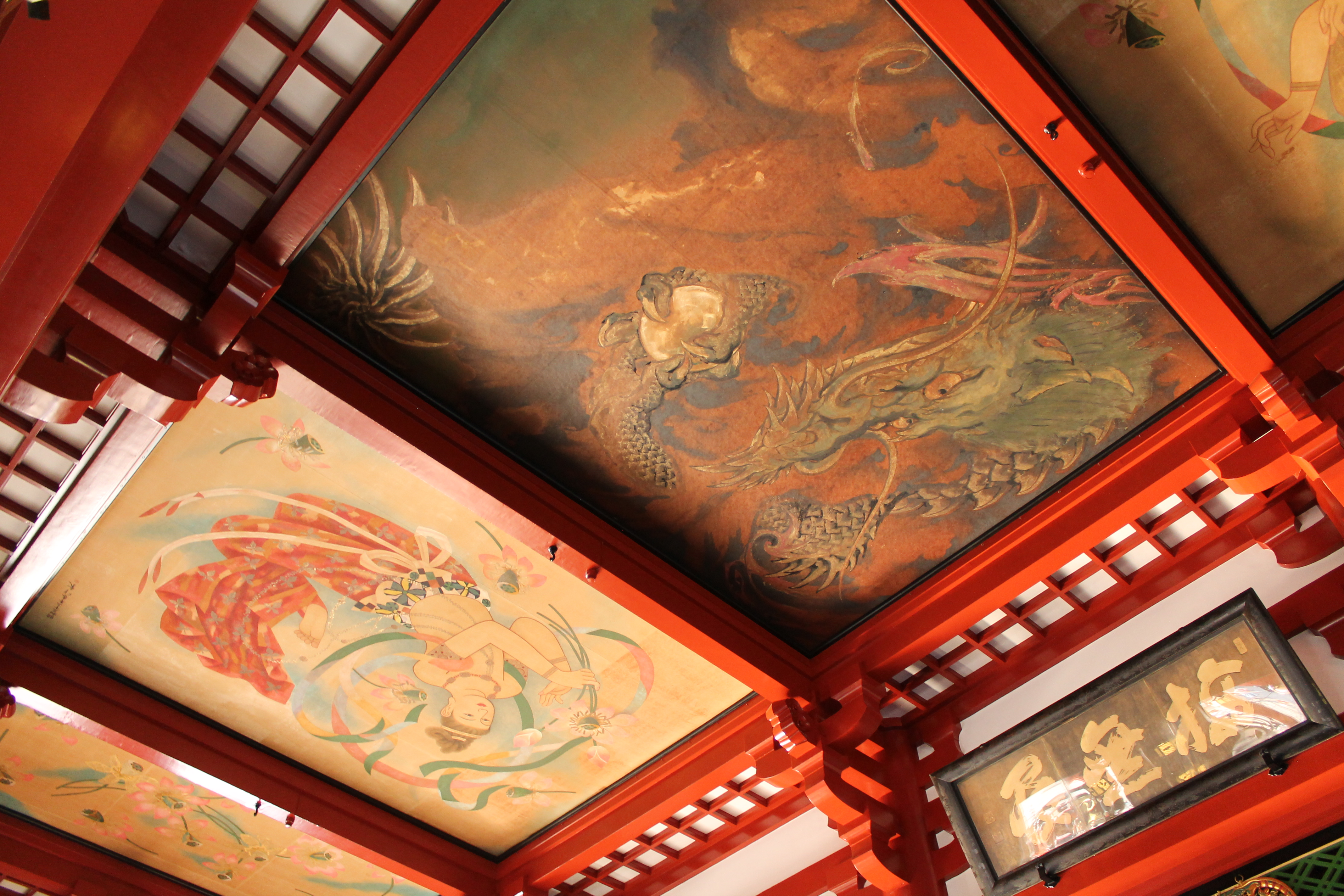
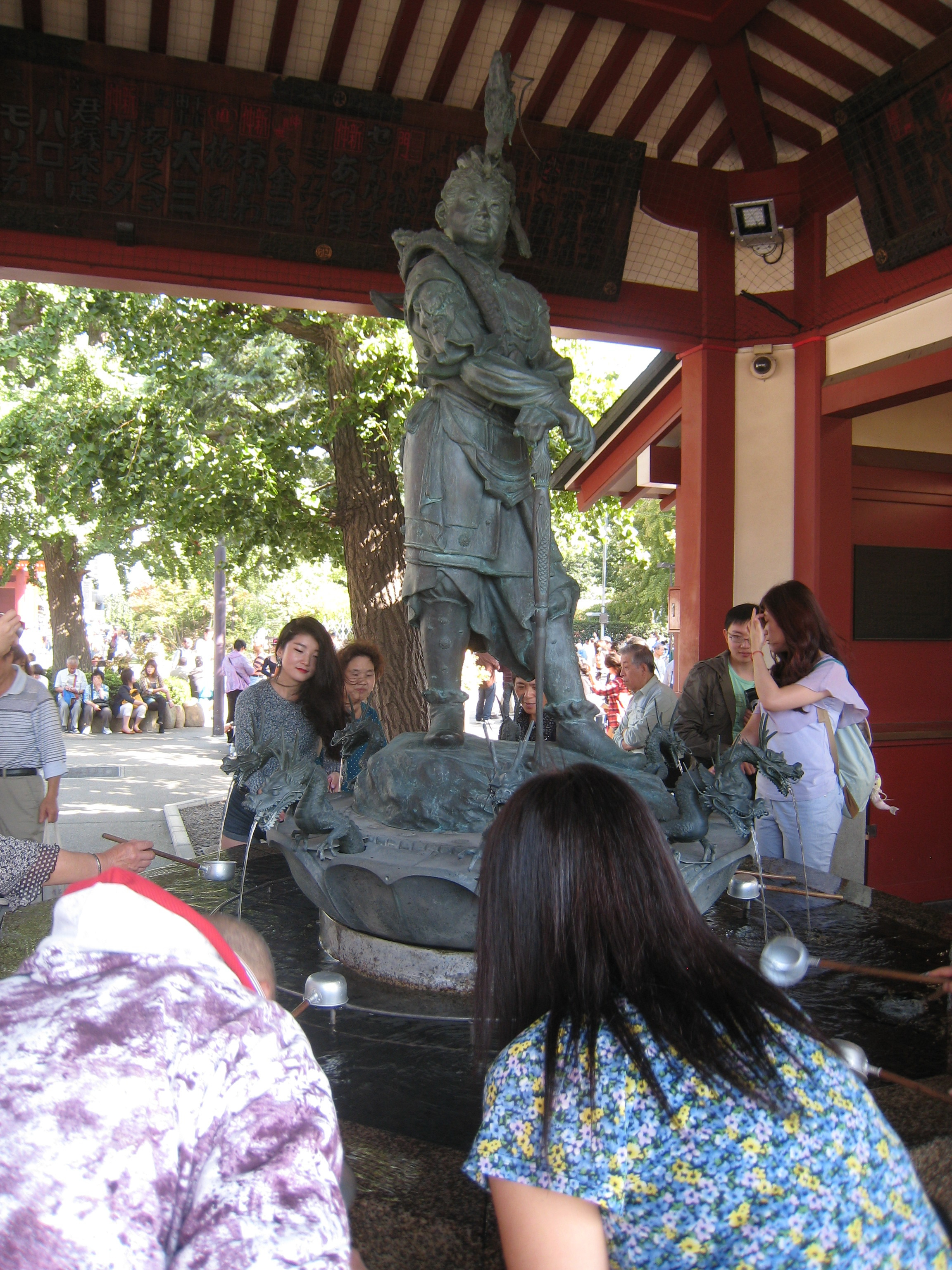
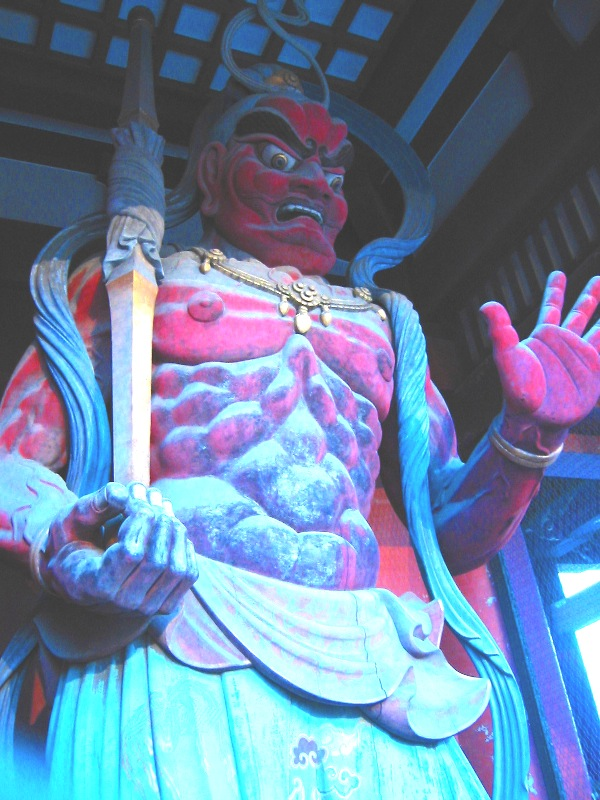
Niō
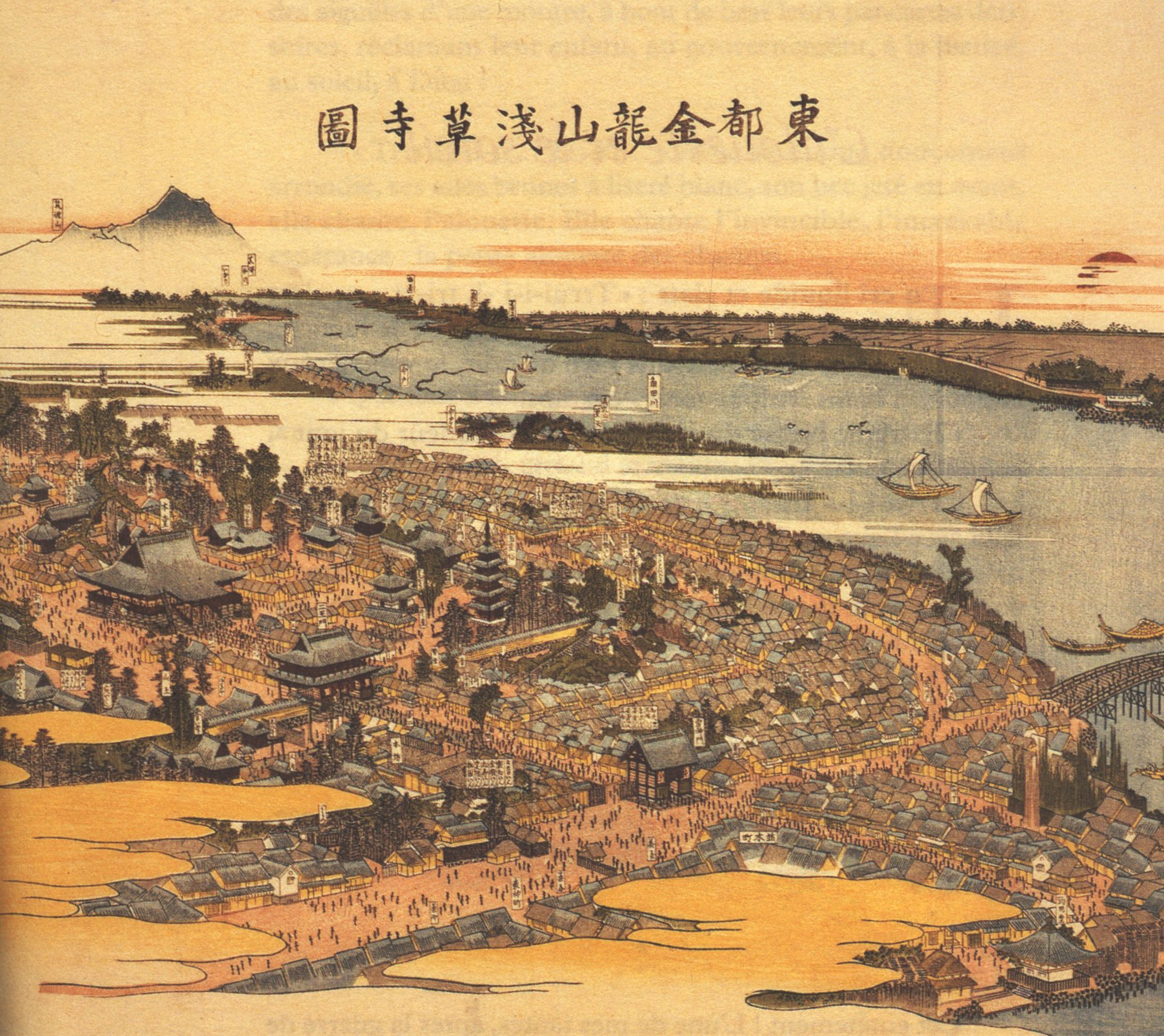
1820